# Saint-Geniès-de-Fontedit
Pour les articles homonymes, voir Saint-Geniès.
Saint-Geniès de Fontedit [sɛ̃ ʒə.njɛs də fɔ̃.tə.dit] (en occitan Sant-Ginièis de Fontarecha ['sant d͡ʒi'njɛe̯s de fun.ta.'ʁe.tʃɒ]) est une commune française située dans le sud du département de l'Hérault en région Occitanie.
Exposée à un climat méditerranéen, elle est drainée par le Taurou, le Tauroussel, le ruisseau de Saint-Pierre et par divers autres petits cours d'eau. 
Ses habitants sont appelés les Saint-Geniessois.

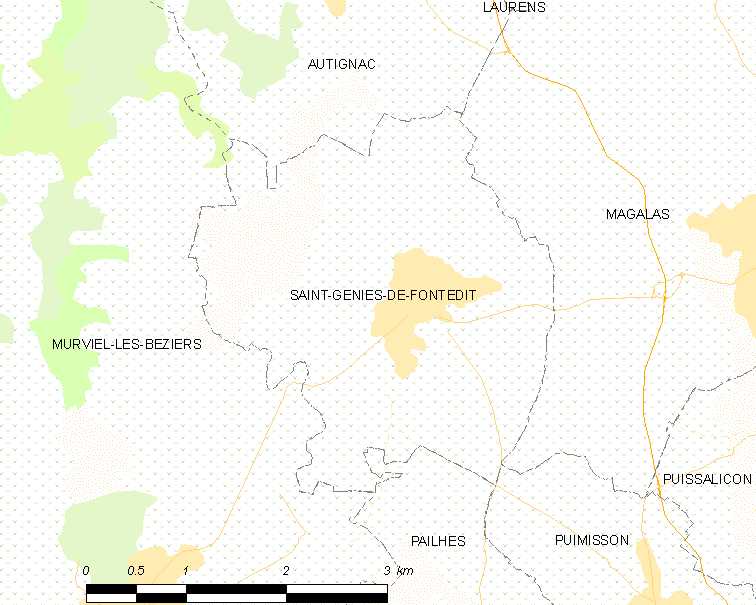
Carte

Saint-Geniès-de-Fontedit est une commune rurale qui compte 1 695 habitants en 2022, après avoir connu une forte hausse de la population depuis 1968.  Elle fait partie de l'aire d'attraction de Béziers. Ses habitants sont appelés les Saint-Geniessois ou  Saint-Geniessoises.

## Géographie
Le village de Saint-Geniès-de-Fontedit est situé aux confins des dernières collines du Cabrerollais et de la plaine littorale du Bas-Languedoc. Commune du département de l’Hérault, elle est arrosée par le Taurou, affluent de l'Orb.

### Communes limitrophes
|                     | Autignac                 |           |
| Murviel-lès-Béziers | Saint-Geniès-de-Fontedit | Magalas   |
| Murviel-lès-Béziers | Pailhès                  | Puimisson |

### Climat
Pour des articles plus généraux, voir Climat de l'Occitanie et Climat de l'Hérault.
En 2010, le climat de la commune est de type climat méditerranéen franc, selon une étude s'appuyant sur une série de données couvrant la période 1971-2000. En 2020, Météo-France publie une typologie des climats de la France métropolitaine dans laquelle la commune est exposée à un climat méditerranéen et est dans la région climatique  Provence, Languedoc-Roussillon, caractérisée par une pluviométrie faible en été, un très bon ensoleillement (2 600 h/an), un été chaud (21,5 °C), un air très sec en été, sec en toutes saisons, des vents forts (fréquence de 40 à 50 % de vents > 5 m/s) et peu de brouillards.
Pour la période 1971-2000, la température annuelle moyenne est de 14,3 °C, avec une amplitude thermique annuelle de 16 °C. Le cumul annuel moyen de précipitations est de 686 mm, avec 5,9 jours de précipitations en janvier et 2,6 jours en juillet. Pour la période 1991-2020, la température moyenne annuelle observée sur la station météorologique la plus proche, située sur la commune de Murviel-lès-Béziers à 4 km à vol d'oiseau, est de 15,1 °C et le cumul annuel moyen de précipitations est de 663,2 mm,. Pour l'avenir, les paramètres climatiques de la commune estimés pour 2050 selon différents scénarios d'émission de gaz à effet de serre sont consultables sur un site dédié publié par Météo-France en novembre 2022.

### Milieux naturels et biodiversité
Aucun espace naturel présentant un intérêt patrimonial n'est recensé sur la commune dans l'inventaire national du patrimoine naturel,,.

## Urbanisme

### Typologie
Au 1er janvier 2024, Saint-Geniès-de-Fontedit est catégorisée bourg rural, selon la nouvelle grille communale de densité à sept niveaux définie par l'Insee en 2022.
Elle est située hors unité urbaine. Par ailleurs la commune fait partie de l'aire d'attraction de Béziers, dont elle est une commune de la couronne,. Cette aire, qui regroupe 53 communes, est catégorisée dans les aires de 50 000 à moins de 200 000 habitants,.

### Occupation des sols
L'occupation des sols de la commune, telle qu'elle ressort de la base de données européenne d’occupation biophysique des sols Corine Land Cover (CLC), est marquée par l'importance des territoires agricoles (88,7 % en 2018), en diminution par rapport à 1990 (92,2 %). La répartition détaillée en 2018 est la suivante : 
cultures permanentes (76,1 %), zones agricoles hétérogènes (12,6 %), zones urbanisées (11,2 %). L'évolution de l’occupation des sols de la commune et de ses infrastructures peut être observée sur les différentes représentations cartographiques du territoire : la carte de Cassini (XVIIIe siècle), la carte d'état-major (1820-1866) et les cartes ou photos aériennes de l'IGN pour la période actuelle (1950 à aujourd'hui).

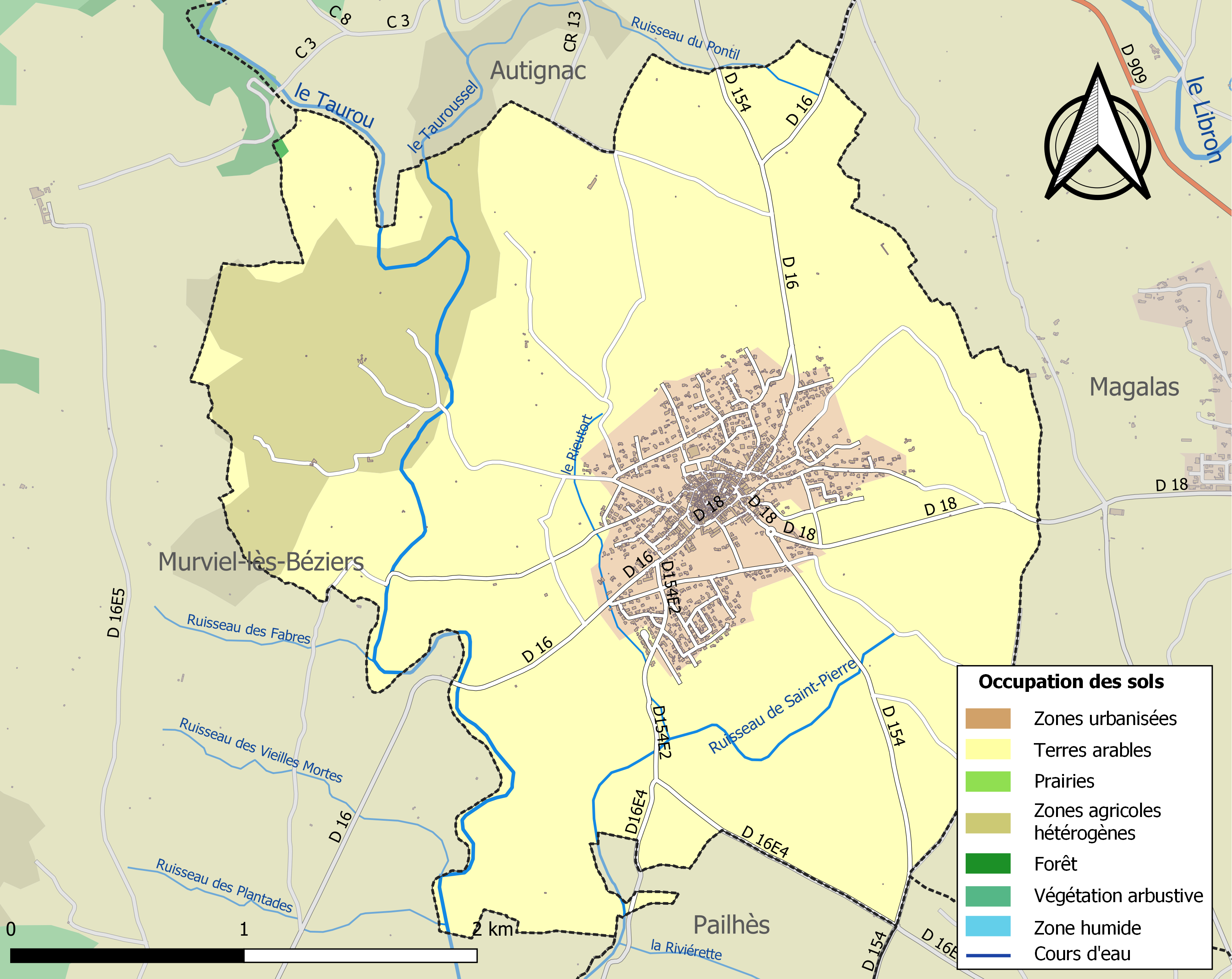
Carte des infrastructures et de l'occupation des sols de la commune en 2018 (CLC).

### Risques majeurs
Le territoire de la commune de Saint-Geniès-de-Fontedit est vulnérable à différents aléas naturels : météorologiques (tempête, orage, neige, grand froid, canicule ou sécheresse), feux de forêts et séisme (sismicité faible). Il est également exposé à un risque technologique,  le transport de matières dangereuses. Un site publié par le BRGM permet d'évaluer simplement et rapidement les risques d'un bien localisé soit par son adresse soit par le numéro de sa parcelle.

#### Risques naturels
Saint-Geniès-de-Fontedit est exposée au risque de feu de forêt. Un plan départemental de protection des forêts contre les incendies (PDPFCI) a été approuvé en juin 2013 et court jusqu'en 2022, où il doit être renouvelé. Les mesures individuelles de prévention contre les incendies sont précisées par deux arrêtés préfectoraux et s’appliquent dans les zones exposées aux incendies de forêt et à moins de 200 mètres de celles-ci. L’arrêté du 25 avril 2002 réglemente l'emploi du feu en interdisant notamment d’apporter du feu, de fumer et de jeter des mégots de cigarette dans les espaces sensibles et sur les voies qui les traversent sous peine de sanctions. L'arrêté du 11 mars 2013 rend le débroussaillement obligatoire, incombant au propriétaire ou ayant droit,.

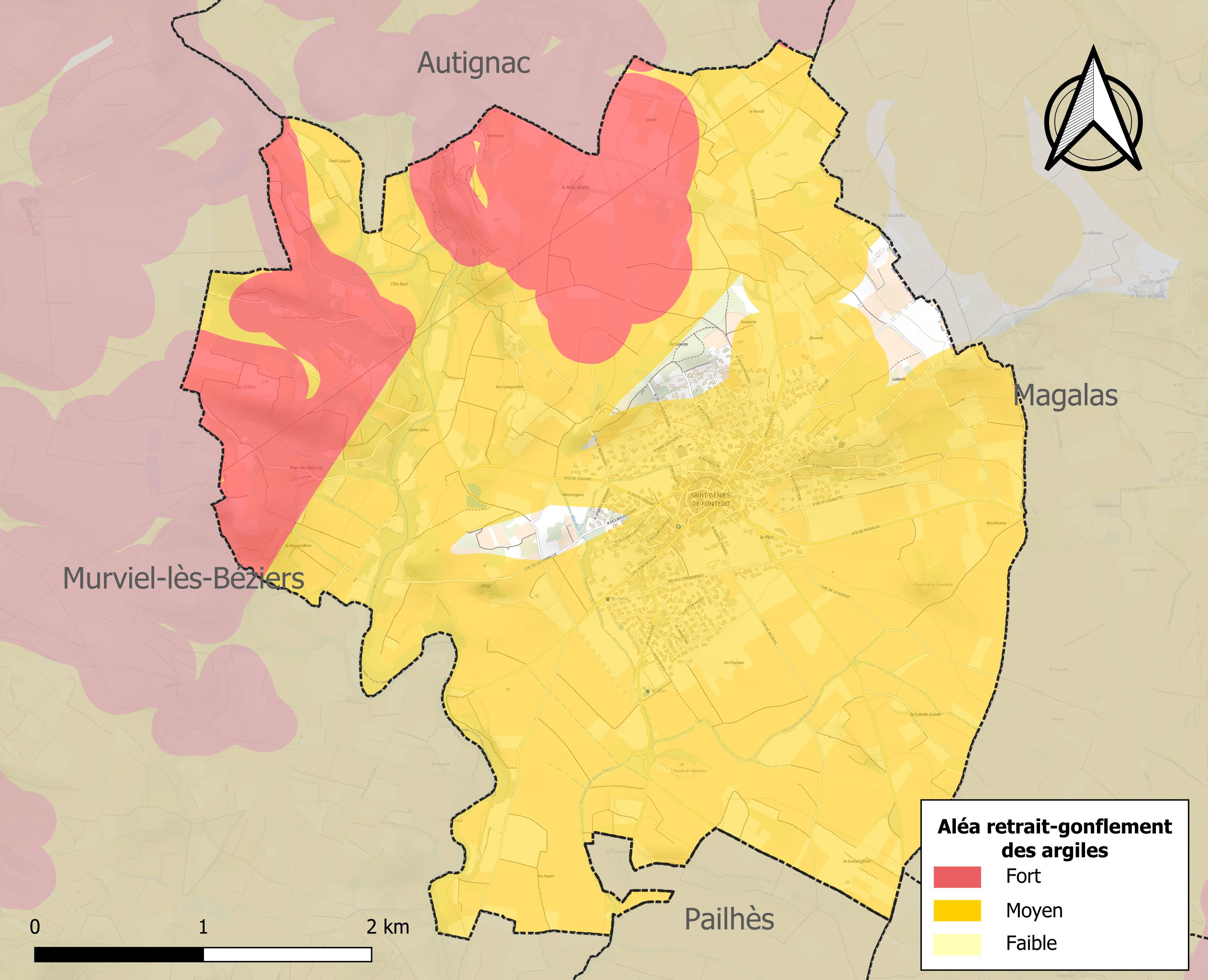
Carte des zones d'aléa retrait-gonflement des sols argileux de Saint-Geniès-de-Fontedit.

Le retrait-gonflement des sols argileux est susceptible d'engendrer des dommages importants aux bâtiments en cas d’alternance de périodes de sécheresse et de pluie. 96,1 % de la superficie communale est en aléa moyen ou fort (59,3 % au niveau départemental et 48,5 % au niveau national). Sur les 863 bâtiments dénombrés sur la commune en 2019, 829 sont en aléa moyen ou fort, soit 96 %, à comparer aux 85 % au niveau départemental et 54 % au niveau national. Une cartographie de l'exposition du territoire national au retrait gonflement des sols argileux est disponible sur le site du BRGM,.
Par ailleurs, afin de mieux appréhender le risque d’affaissement de terrain, l'inventaire national des cavités souterraines permet de localiser celles situées sur la commune.
La commune a été reconnue en état de catastrophe naturelle au titre des dommages causés par les inondations et coulées de boue survenues en 1982, 1984, 1986, 1987, 1995, 1996, 2000, 2005 et 2019. 

#### Risques technologiques
Le risque de transport de matières dangereuses sur la commune est lié à sa traversée par des infrastructures routières ou ferroviaires importantes ou la présence d'une canalisation de transport d'hydrocarbures. Un accident se produisant sur de telles infrastructures est susceptible d’avoir des effets graves sur les biens, les personnes ou l'environnement, selon la nature du matériau transporté. Des dispositions d’urbanisme peuvent être préconisées en conséquence.

## Économie

### Revenus
En 2018, la commune compte 696 ménages fiscaux, regroupant 1 667 personnes. La médiane du revenu disponible par unité de consommation est de 20 760 € (20 330 € dans le département).

### Emploi
|                | 2008   | 2013   | 2018  |
| -------------- | ------ | ------ | ----- |
| Commune        | 7,2 %  | 10,4 % | 8,9 % |
| Département    | 10,1 % | 11,9 % | 12 %  |
| France entière | 8,3 %  | 10 %   | 10 %  |

En 2018, la population âgée de 15 à 64 ans s'élève à 961 personnes, parmi lesquelles on compte 76 % d'actifs (67,1 % ayant un emploi et 8,9 % de chômeurs) et 24 % d'inactifs,. Depuis 2008, le taux de chômage communal (au sens du recensement) des 15-64 ans est inférieur à celui de la France et du département.
La commune fait partie de la couronne de l'aire d'attraction de Béziers, du fait qu'au moins 15 % des actifs travaillent dans le pôle,. Elle compte 184 emplois en 2018, contre 189 en 2013 et 139 en 2008. Le nombre d'actifs ayant un emploi résidant dans la commune est de 650, soit un indicateur de concentration d'emploi de 28,4 % et un taux d'activité parmi les 15 ans ou plus de 55,3 %.
Sur ces 650 actifs de 15 ans ou plus ayant un emploi, 132 travaillent dans la commune, soit 20 % des habitants. Pour se rendre au travail, 89,8 % des habitants utilisent un véhicule personnel ou de fonction à quatre roues, 1,8 % les transports en commun, 3,4 % s'y rendent en deux-roues, à vélo ou à pied et 5,1 % n'ont pas besoin de transport (travail au domicile).

### Activités hors agriculture

#### Secteurs d'activités
121 établissements sont implantés  à Saint-Geniès-de-Fontedit au 31 décembre 2019. Le tableau ci-dessous en détaille le nombre par secteur d'activité et compare les ratios avec ceux du département,.
| Secteur d'activité                                                                                        | Commune | Commune | Département |
| Secteur d'activité                                                                                        | Nombre  | %       | %           |
| --- | ------- | ------- | ----------- |
| Ensemble                                                                                                  | 121     | 100 %   | (100 %)     |
| Industrie manufacturière, industries extractives et autres                                                | 3       | 2,5 %   | (6,7 %)     |
| Construction                                                                                              | 33      | 27,3 %  | (14,1 %)    |
| Commerce de gros et de détail, transports, hébergement et restauration                                    | 27      | 22,3 %  | (28 %)      |
| Information et communication                                                                              | 3       | 2,5 %   | (3,3 %)     |
| Activités financières et d'assurance                                                                      | 2       | 1,7 %   | (3,2 %)     |
| Activités immobilières                                                                                    | 7       | 5,8 %   | (5,3 %)     |
| Activités spécialisées, scientifiques et techniques et activités de services administratifs et de soutien | 24      | 19,8 %  | (17,1 %)    |
| Administration publique, enseignement, santé humaine et action sociale                                    | 8       | 6,6 %   | (14,2 %)    |
| Autres activités de services                                                                              | 14      | 11,6 %  | (8,1 %)     |

Le secteur de la construction est prépondérant sur la commune puisqu'il représente 27,3 % du nombre total d'établissements de la commune (33 sur les 121 entreprises implantées  à Saint-Geniès-de-Fontedit), contre 14,1 % au niveau départemental.

#### Entreprises et commerces
Les cinq entreprises ayant leur siège social sur le territoire communal qui génèrent le plus de chiffre d'affaires en 2020 sont : 
- Tremma Trans, travaux de terrassement courants et travaux préparatoires (1 214 k€)
- Prestige Services, autre mise à disposition de ressources humaines (178 k€)
- Real Estate Languedoc, programmation informatique (169 k€)
- Taxi Carcenac, transports de voyageurs par taxis (91 k€)
- Serrurerie Du Roussillon, travaux de menuiserie métallique et serrurerie (82 k€)

### Agriculture
Le nombre d'exploitations agricoles en activité et ayant leur siège dans la commune est de 42 lors du recensement agricole de 2020 et la surface agricole utilisée de 555 ha,.

## Histoire
La présence d'un village néolithique a été mis au jour par une campagne de fouille dirigée par l'INRAP entre novembre 2021 et avril 2022. Ce lieu fortifié par des fossés et des palissades formait un vaste habitat dont les premières estimations de datation se portent entre 2500 et 2200 avant notre ère,.
Lors de la Révolution française, les citoyens de la commune se réunissent au sein de la société révolutionnaire, baptisée « société patriotique » en septembre 1792.
Le 25 juin 1988, la commune de Saint-Geniès-le-Bas prend le nom de Saint-Geniès-de-Fontedit.

## Politique et administration
| Période   | Période   | Identité           | Étiquette      | Qualité                                 |
| --------- | --------- | ------------------ | -------------- | --------------------------------------- |
| 1790      | 1792      | François Blanc     |                |                                         |
| 1792      | 1794      | Jean-Paul Durand   |                |                                         |
| 1794      | 1796      | Jean-Jacques Amans |                |                                         |
| 1796      | 1797      | Antoine Mègé       |                |                                         |
| 1797      | 1798      | Etienne Bertuel    |                |                                         |
| 1798      | 1800      | François Blanc     |                |                                         |
| 1800      | 1813      | Joseph Bach        |                |                                         |
| 1813      | 1830      | Félix De Barderon  |                | Comte de Saint-Geniès                   |
| 1830      | 1841      | François Blanc     |                |                                         |
| 1841      | 1846      | Bernard Mègé       |                |                                         |
| 1846      | 1870      | Simon Mègé         |                |                                         |
| 1870      | 1871      | Amédée Gaches      |                | Président de la Commission Municipale   |
| 1871      | 1876      | Emile Mègé         |                |                                         |
| 1876      | 1876      | Marius Blanc       |                |                                         |
| 1876      | 1877      | César Blanc        |                |                                         |
| 1877      | 1878      | Marius Blanc       |                |                                         |
| 1878      | 1891      | Lucien Blanc       |                |                                         |
| 1891      | 1907      | Jules Cadenat      |                |                                         |
| 1907      | 1908      | Julien Alliès      |                |                                         |
| 1908      | 1915      | Achille Cabanes    |                |                                         |
| 1915      | 1919      | Gilbert Fouilhé    |                | Adjoint remplace le Maire mobilisé      |
| 1919      | 1925      | Emile Giret        |                |                                         |
| 1925      | 1942      | Marius Lac         |                | Révoqué par le Gouvernement de Vichy    |
| 1942      | 1944      | Prosper Teisserenc |                |                                         |
| 1944      | 1945      | Félix Cros         |                | Président du Comité local de libération |
| 1945      | 1954      | Jules Platet       |                |                                         |
| 1954      | mars 1959 | Emile Delmas       |                |                                         |
| mars 1959 | juin 1995 | Maurice Gleyzes    |                |                                         |
| juin 1995 | mars 2001 | Henri Puel         |                |                                         |
| mars 2001 | mars 2008 | Jean-Gaston Arnau  |                |                                         |
| mars 2008 | mars 2014 | Henri Barthès      |                |                                         |
| mars 2014 | En cours  | Lionel Gayssot     | Sans etiquette | Employé                                 |

## Démographie
| 1793 | 1800 | 1806 | 1821 | 1831 | 1836 | 1841 | 1846 | 1851 |
| ---- | ---- | ---- | ---- | ---- | ---- | ---- | ---- | ---- |
| 680  | 526  | 681  | 866  | 832  | 853  | 779  | 750  | 732  |

| 1856 | 1861 | 1866 | 1872 | 1876 | 1881 | 1886 | 1891 | 1896  |
| ---- | ---- | ---- | ---- | ---- | ---- | ---- | ---- | ----- |
| 776  | 781  | 987  | 845  | 908  | 929  | 921  | 954  | 1 076 |

| 1901  | 1906  | 1911  | 1921  | 1926  | 1931  | 1936  | 1946  | 1954  |
| ----- | ----- | ----- | ----- | ----- | ----- | ----- | ----- | ----- |
| 1 183 | 1 160 | 1 180 | 1 164 | 1 136 | 1 163 | 1 036 | 1 016 | 1 013 |

| 1962  | 1968  | 1975  | 1982  | 1990  | 1999  | 2004  | 2006  | 2009  |
| ----- | ----- | ----- | ----- | ----- | ----- | ----- | ----- | ----- |
| 1 073 | 1 029 | 1 032 | 1 022 | 1 029 | 1 076 | 1 121 | 1 179 | 1 351 |

| 2014  | 2019  | 2022  | - | - | - | - | - | - |
| ----- | ----- | ----- | - | - | - | - | - | - |
| 1 511 | 1 669 | 1 695 | - | - | - | - | - | - |

## Culture locale et patrimoine

### Lieux et monuments
- Église paroissiale Saint-Geniès de Saint-Geniès-de-Fontedit (XIVe siècle - XVIIe siècle). L'édifice a été inscrit au titre des monuments historiques en 1992[26].
- Chapelle Saint-Fulcran de Saint-Geniès-de-Fontedit (1843) ;
- Fontaine de la grenouille.

## Images

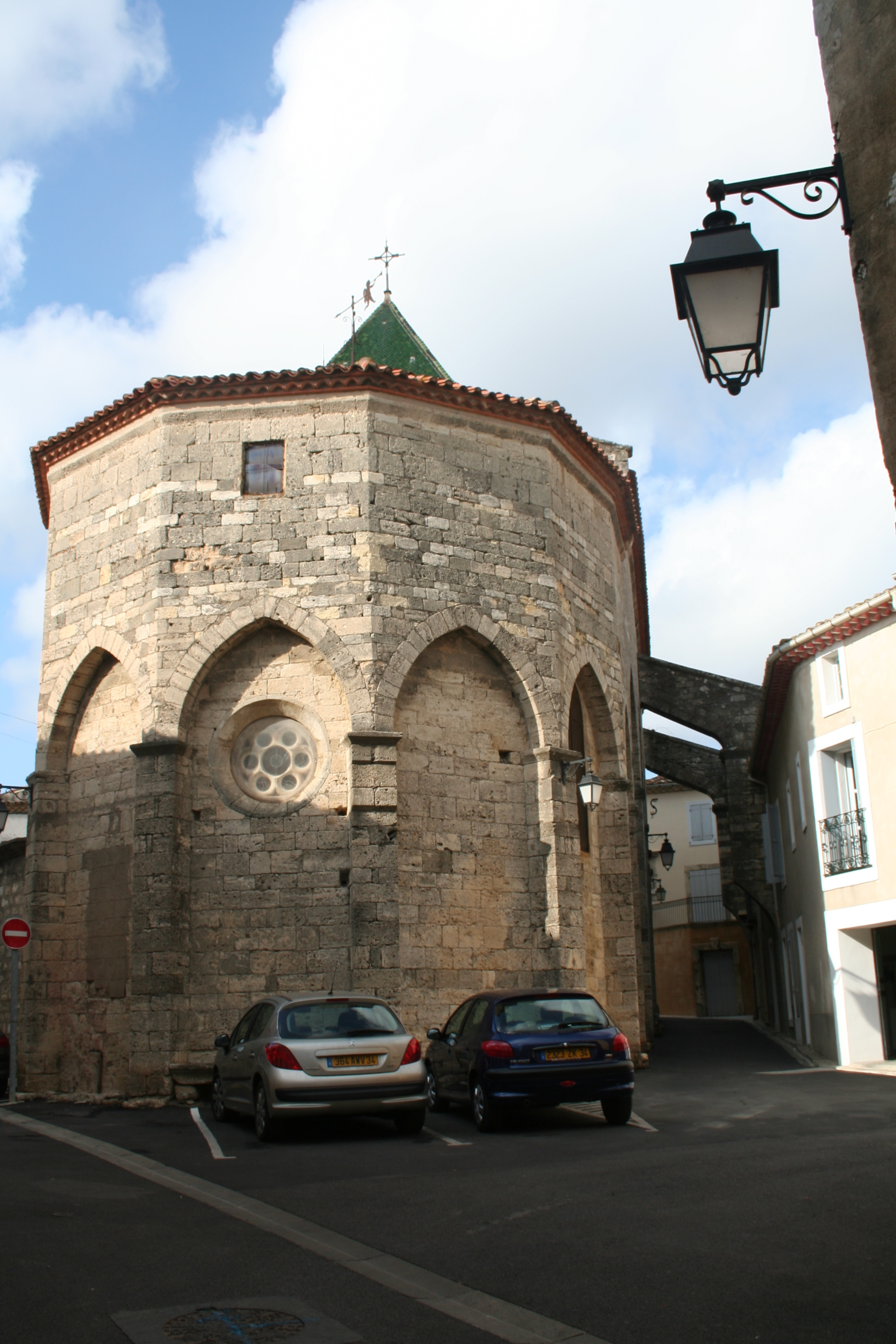
Arrière de l'église paroissiale (XIVe siècle - XVIIe siècle).
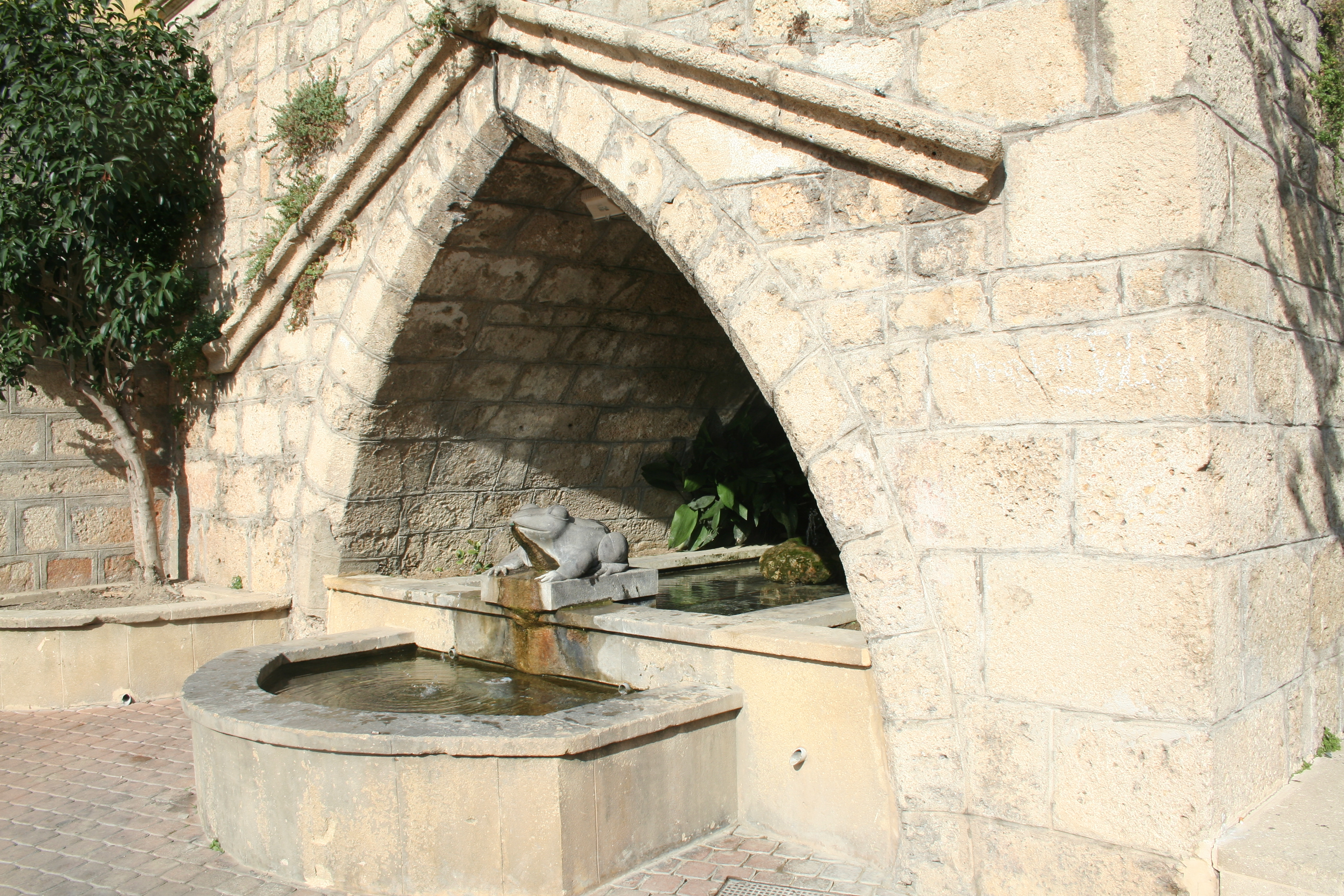
Fontaine de la grenouille, animal emblématique de Saint-Geniès.
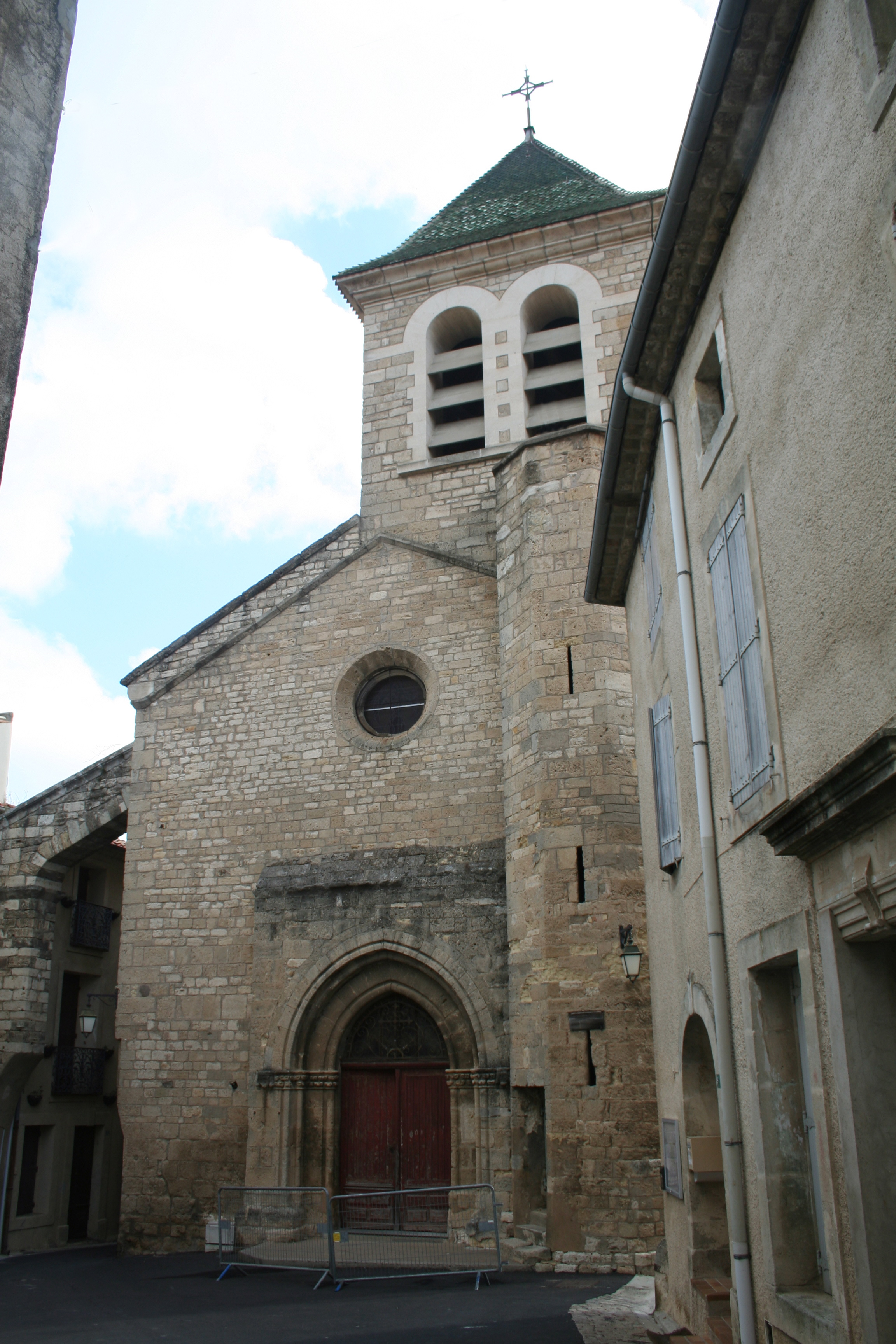
Église paroissiale du village avec son clocher vert, symbole du village.
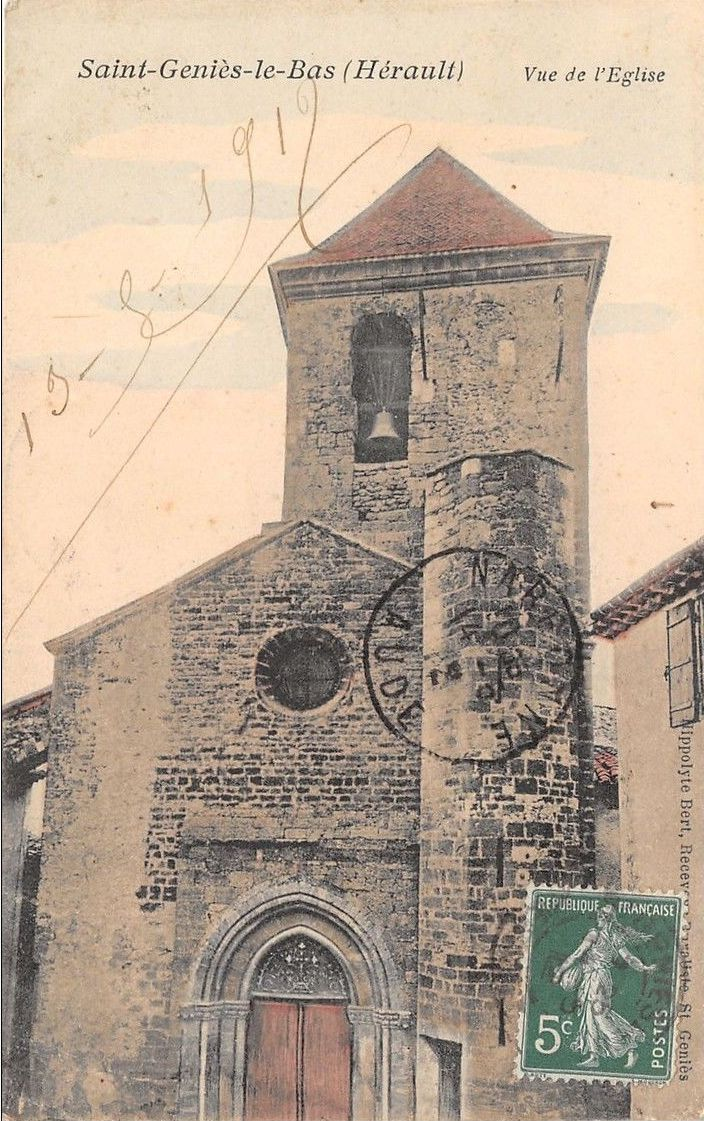
Vue de l'église.
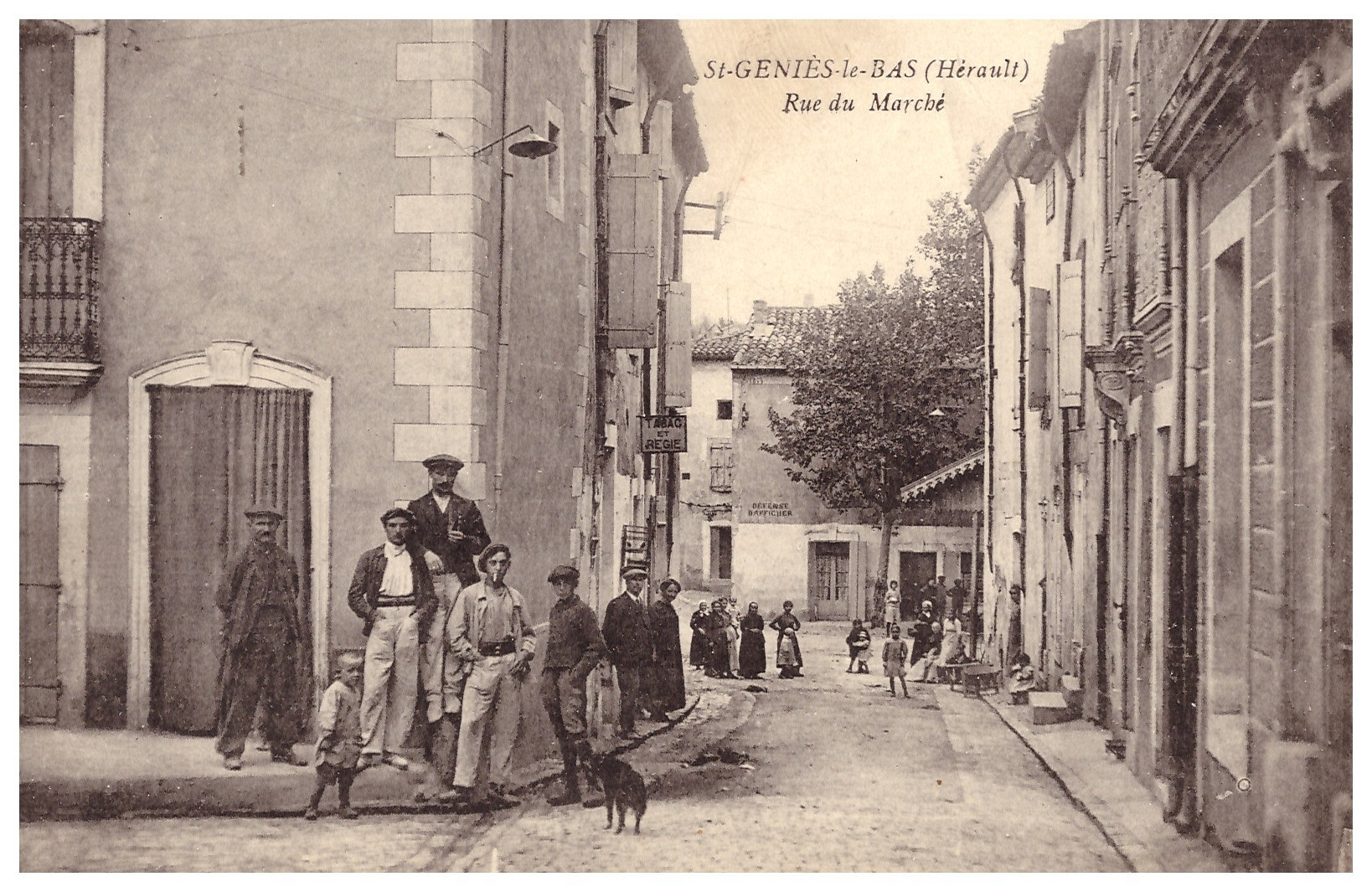
Rue du Marché.
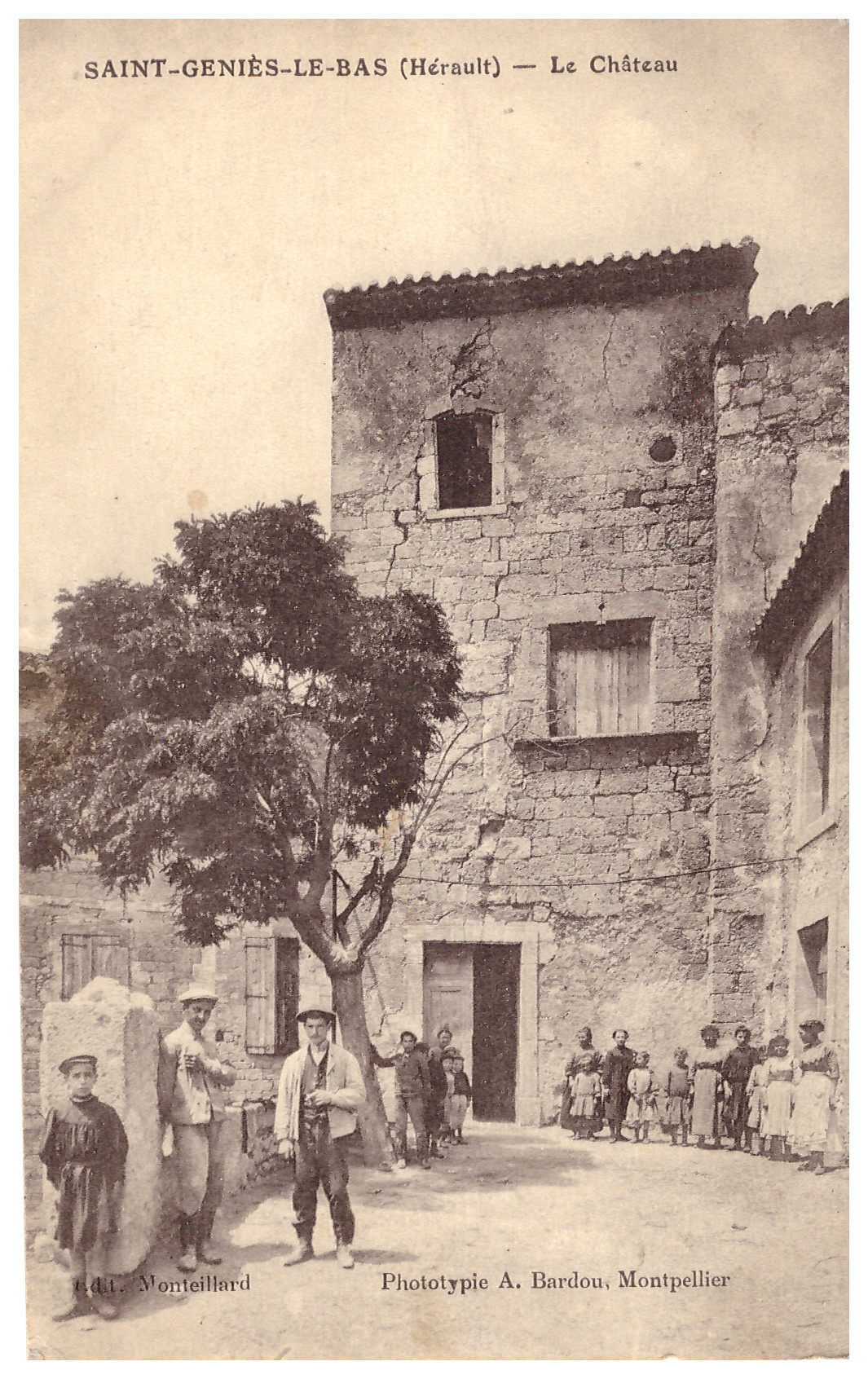
Le château.
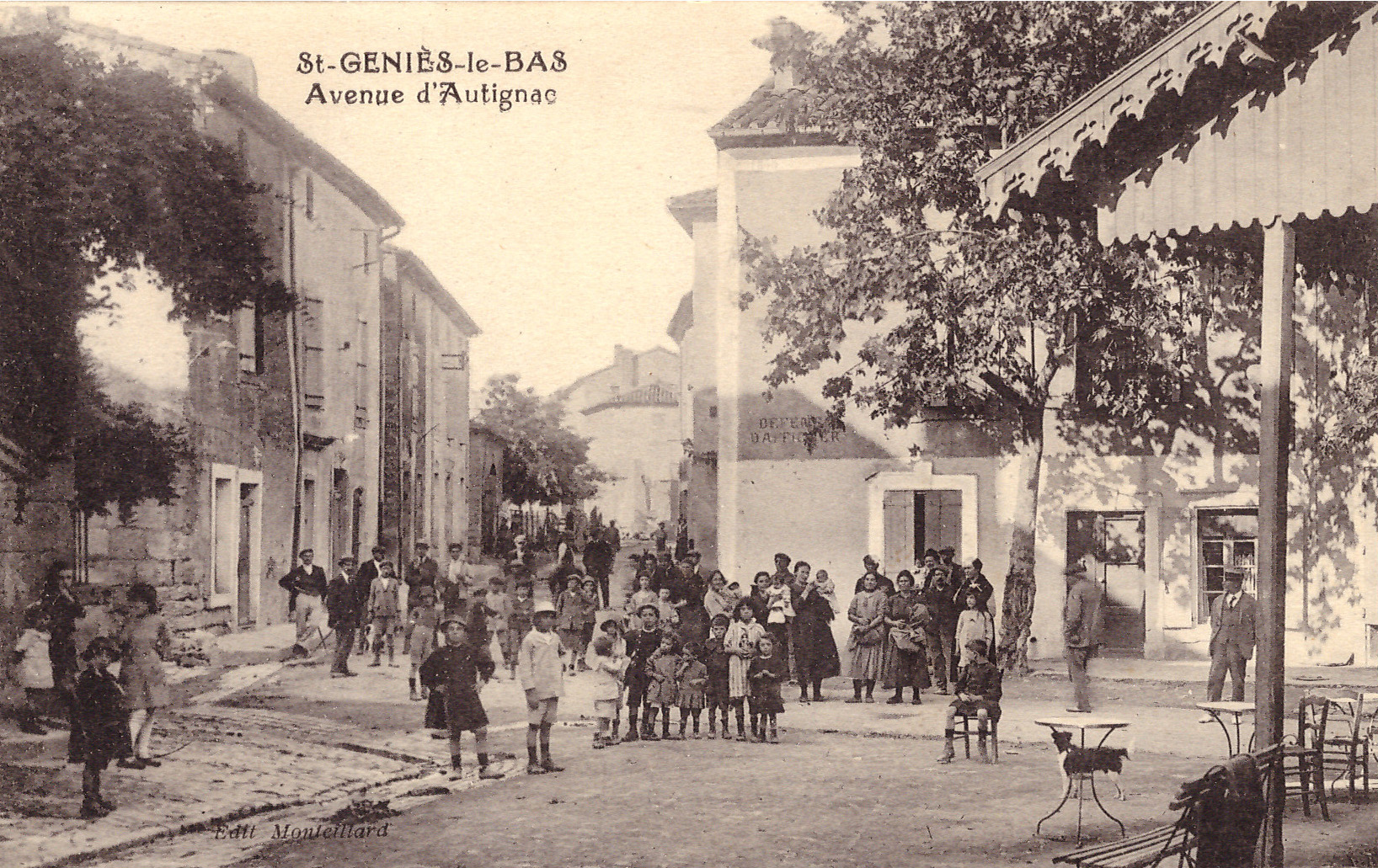
Avenue d'Autignac (Cours Lafayette).
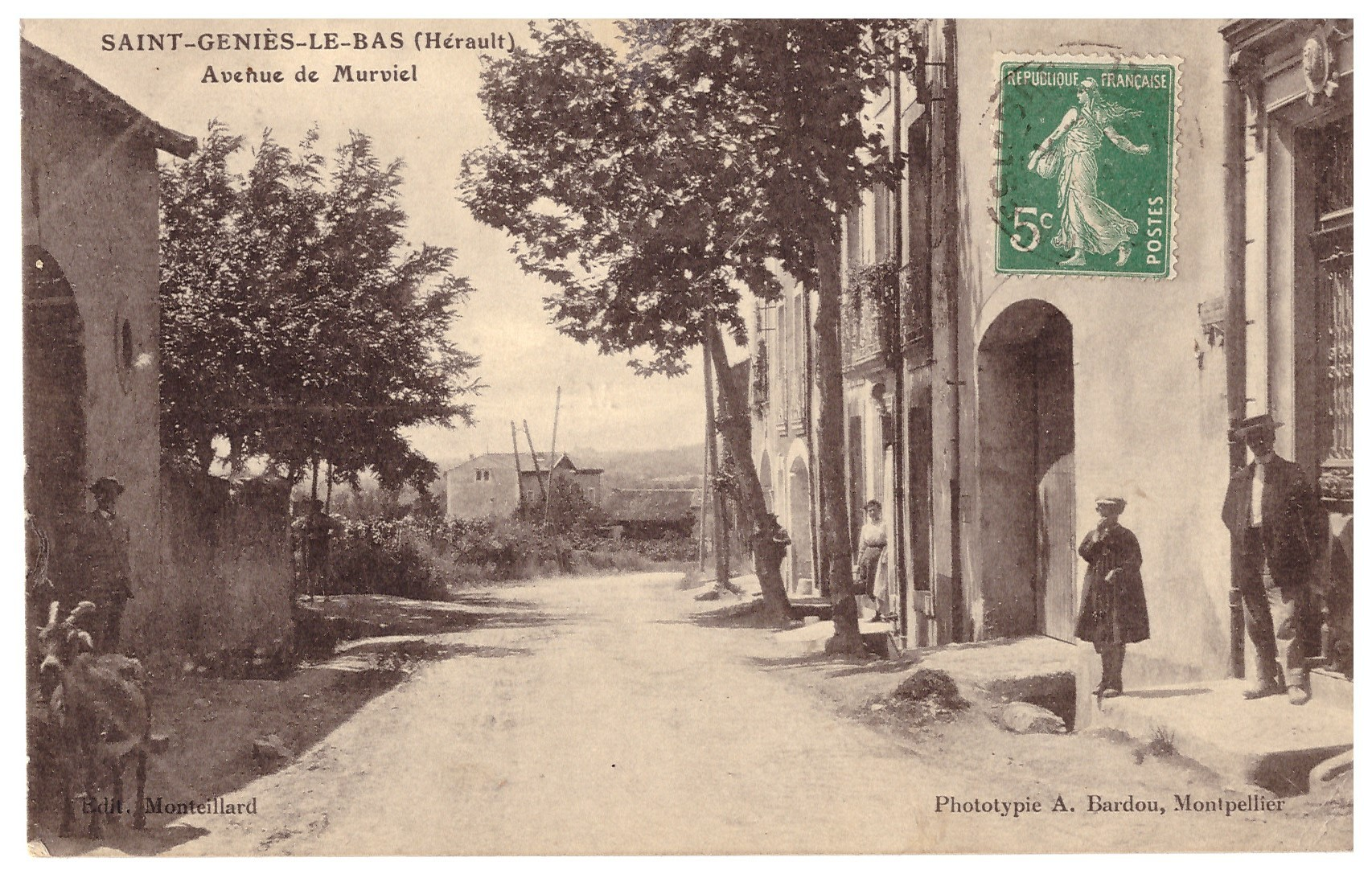
Avenue de Murviel (Cours Jean-Moulin).
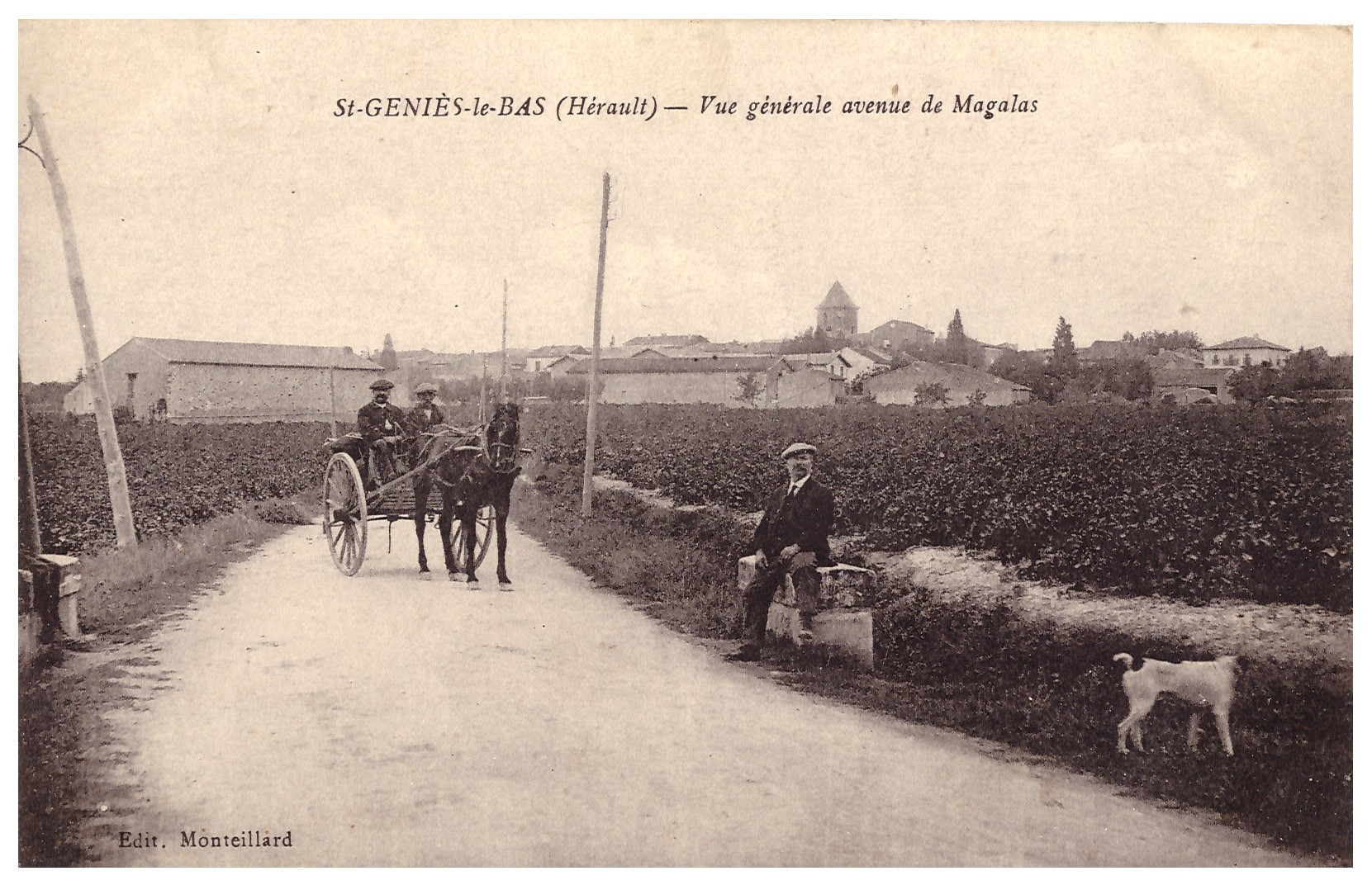
Vue générale avenue de Magalas (avenue de la République).
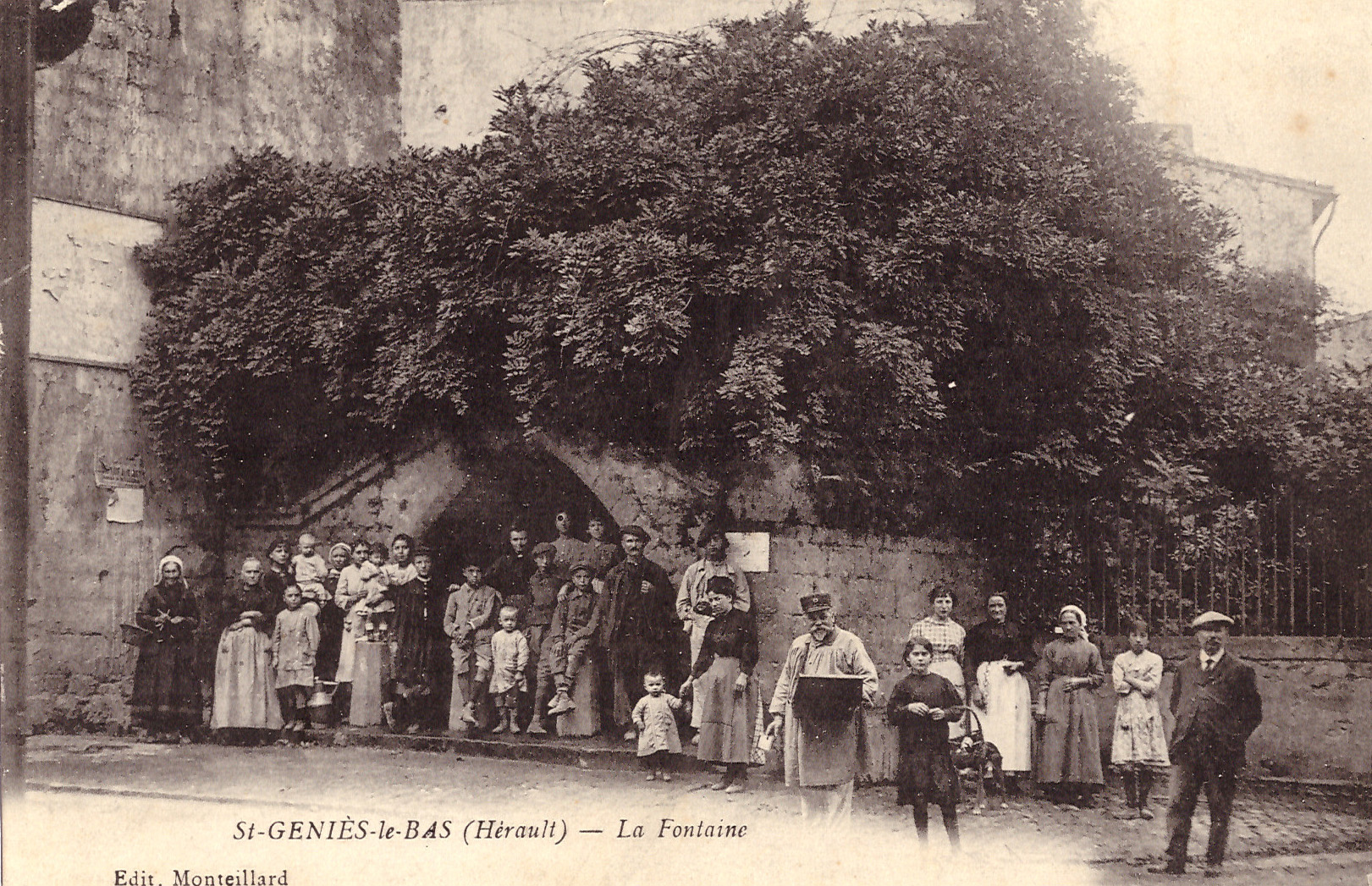
Place de la fontaine.
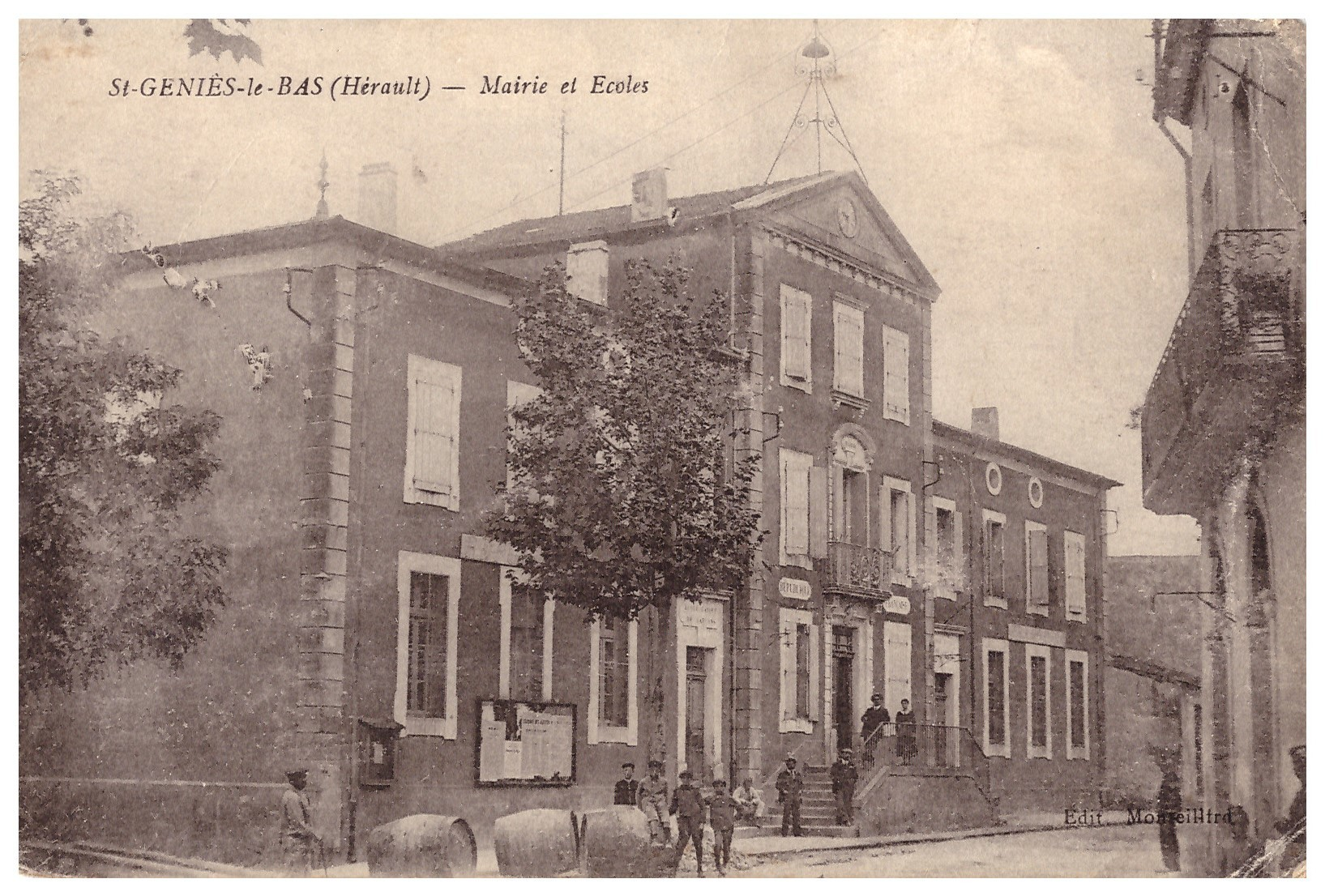
Mairie et écoles.
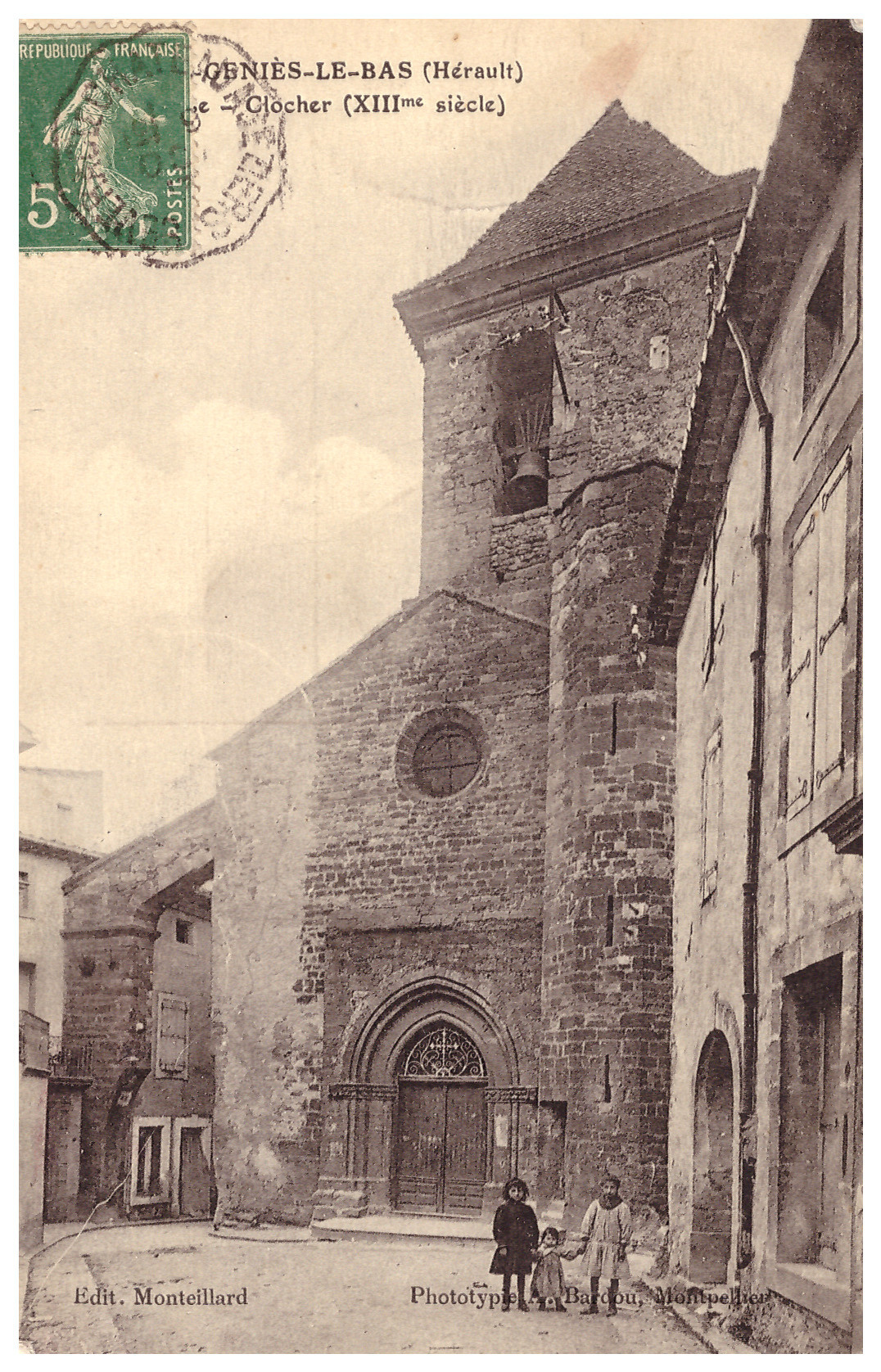
Vue de l'église.
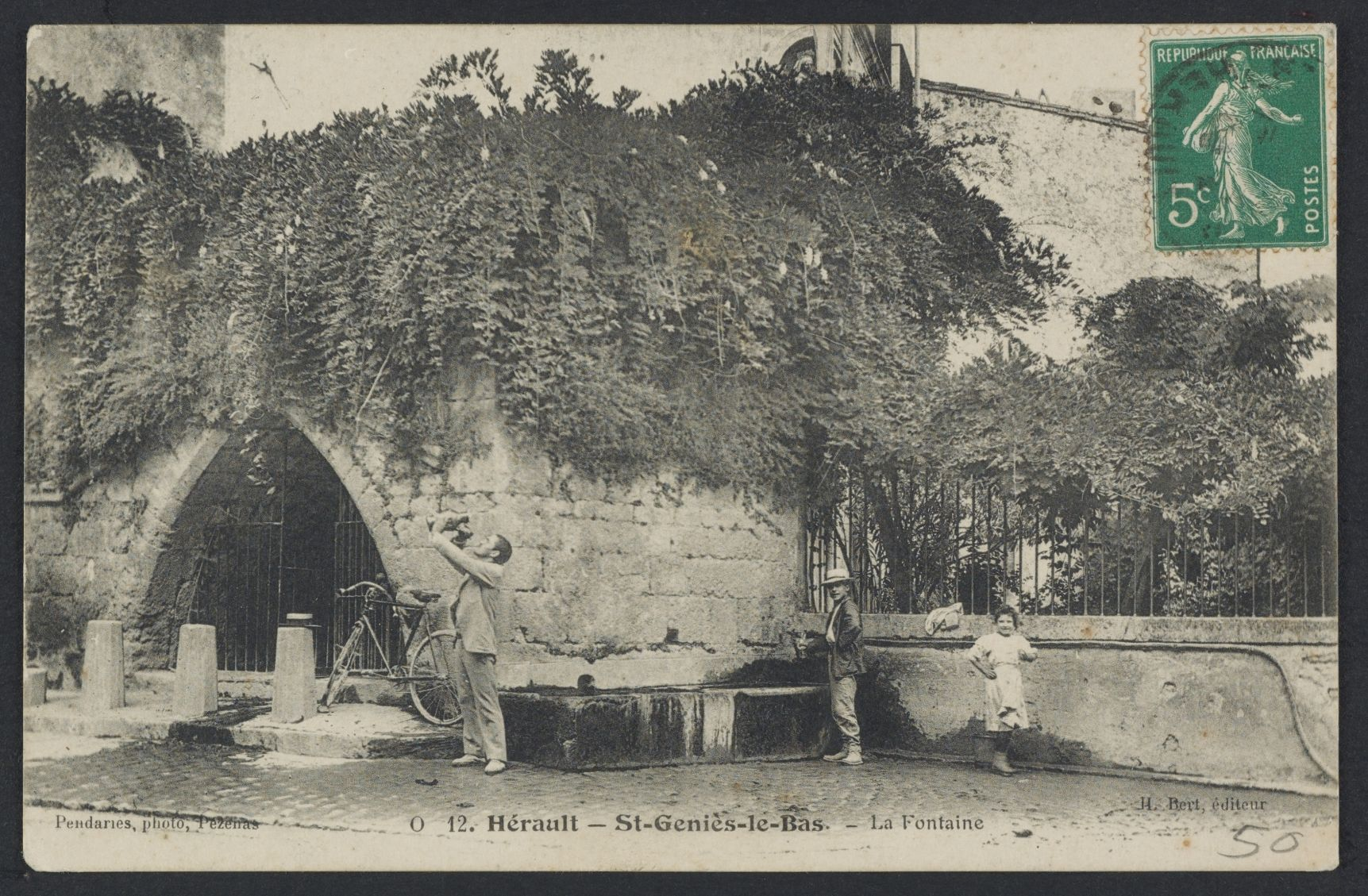
La fontaine : carte postale (1908).

## Jumelage
Saint-Geniès est jumelée avec :
- Albudeite, Espagne.

### Héraldique
|  | Les armoiries de Saint-Geniès de Fontedit se blasonnent ainsi : Parti : au premier de gueules à la fontaine monumentale d'argent maçonnée de sable voûtée en ogive, la voûte surmontée d'un fronton et son évidement traversé de trois sources ondées d'azur, au chef aussi d'argent chargé de trois grenouilles de sinople, au second de sable au sautoir losangé d'argent et d'azur. |